# Chris Diamantopoulos
Christopher 'Chris' Diamantopoulos (Grieks: Χριστόφορος Διαμαντόπουλος) (Toronto, 9 mei 1975) is een Canadees acteur, stemacteur en komiek.

## Biografie
Diamantopoulos werd geboren in Toronto en groeide op in Canada en Griekenland, dit omdat hij van Griekse afkomst is. Op achttienjarige leeftijd verliet hij zijn ouderlijke huis om in Amerika te gaan acteren in het theater. Zo maakte hij zijn debuut op Broadway in 1987 met de musical Les Misérables als understudy voor de rol van Marius. Hierna speelde hij nog eenmaal op Broadway, van 2000 tot en met 2002 speelde hij in de musical The Full Monty als understudy voor de rol van Ethan Girard.
Diamantopoulos begon in 2000 met acteren voor televisie in de film The Adulterer. Hierna heeft hij nog meerdere rollen gespeeld in films en televisieseries zoals Wedding Daze (2006), 24 (2010) en American Dad! (2006-2011).
Diamantopoulos is in 2005 getrouwd met Becki Newton. Samen hebben ze een zoon. Hij woont nu in New York en Los Angeles voor zijn acteercarrière.

## Filmografie

### Films
Uitgezonderd korte films.
- 2023 Diary of a Wimpy Kid Christmas: Cabin Fever - als Frank (stem)
- 2023 The Boys in the Boat - als Royal Brougham
- 2023 Invincible: Atom Eve - als Rodgers / Green Ghost / Dad (stemmen)
- 2022 Diary of a Wimpy Kid: Rodrick Rules - als Frank (stem)
- 2022 Beavis and Butt-Head Do the Universe - als diverse stemmen
- 2021 Diary of a Wimpy Kid - als Frank (stem)
- 2021 Red Notice - als Sotto Voce
- 2021 Justice Society: World War II - als Steve Trevor (stem)
- 2018 Sue Sue in the City - als Nick
- 2018 The Truth About Lies - als Eric Stone
- 2017 A Christmas Story Live! - als oude man Parker
- 2016 Batman Unlimited: Mechs vs. Mutants - als Green Arrow / Oliver Queen (stemmen)
- 2014 Ellen More or Less - als Jerry
- 2014 High Moon - als Ian
- 2014 Dr. Cabbie - als Colin
- 2013 The Art of the Steal - als Guy de Cornet
- 2013 Empire State – als Spiro
- 2012 The Three Stooges – als Moe
- 2009 Under New Management – als Robert Monte
- 2007 Three Days to Vegas – als Laurent Perrier
- 2006 Wedding Daze – als William
- 2006 52 Fights – als Rob
- 2005 Into the Fire – als NTSB agent
- 2005 Behind the Camera: The Unauthorized Story of 'Mork & Mindy' – als Robin Williams
- 2004 DeMarco Affairs – als Ernesto Boticelli
- 2001 Drop Dead Roses – als Trevor
- 2000 The Adulterer – als Dave

### Televisieseries
Uitgezonderd eenmalige gastrollen.
- 2020 - 2024 Blood of Zeus - als Evios / Poseidon (stemmen) - 11 afl.
- 2013 - 2024 Family Guy - als stem - 8 afl.
- 2021 - 2024 Invincible - als diverse stemmen - 12 afl.
- 2024 In the Know - als stemmen - 3 afl.
- 2006 – 2023 American Dad! – als diverse stemmen – 47 afl.
- 2022 - 2023 Pantheon - als Pope (stem) - 16 afl.
- 2022 Super Giant Robot Brothers - als Thunder (stem) - 10 afl.
- 2020 - 2023 The Wonderful World of Mickey Mouse - als Mickey Mouse (stem) - 25 afl.
- 2022 - 2023 Beavis and Butt-head - als stemmen - 12 afl.
- 2023 Mrs. Davis - als JQR - 7 afl.
- 2021 - 2022 Inside Job - als Robotus (stem) - 18 afl.
- 2022 Super Giant Robot Brothers - als Thunder (stem) - 10 afl.
- 2022 Made for Love - als agent Hank Walsh - 6 afl.
- 2021 Centaurwereld - als diverse stemmen - 17 afl.
- 2021 True Story - als Savvas - 6 afl.
- 2021 The Harper House - als dr. Morocco - 9 afl.
- 2018 - 2021 DuckTales - als divers stemmen - 9 afl.
- 2015 - 2019 Silicon Valley - als Russ Hanneman - 25 afl.
- 2013 - 2019 Mickey Mouse - als Mickey Mouse (stem) - 94 afl.
- 2018 - 2019 Go Away, Unicorn! - als Unicorn / vader - 64 afl.
- 2018 Voltron: Legendary Defender - als Macidus (stem) - 2 afl.
- 2016 - 2018 Skylanders Academy - als Master Eon (stem) - 38 afl.
- 2016 - 2017 Justice League Action - als Green Arrow / H.I.V.E. Master / Nyorlath (stemmen) - 4 afl.
- 2015 - 2016 Good Girls Revolt - als Evan Phinnaeus 'Finn' Woodhouse - 10 afl.
- 2015 Batman Unlimited - als Green Arrow (stem) - 2 afl.
- 2014 - 2015 About a Boy - als mr. Chris - 9 afl.
- 2014 - 2015 Episodes - als Castor Sotto - 8 afl.
- 2014 Hannibal - als Clark Ingram - 2 afl.
- 2013 Arrested Development - als Marky Bark - 7 afl.
- 2013 The Office US - als Brian - 5 afl.
- 2011 – 2012 Up All Night – als Julian – 4 afl.
- 2010 24 – als Rob Weiss – 12 afl.
- 2007 – 2008 The Starter Wife – als Rodney - 16 afl.
- 2007 State of Mind – als Phil Ericksen – 6 afl.
- 2004 American Dreams – als coach Tom Berg – 2 afl.

### Computerspellen
- 2023 Star Wars Jedi: Survivor - als Monk
- 2007 300: March to Glory – als Daxos
- 2003 Celebrity Deathmatch – als stem

- Biblioteca Nacional de España: XX5290801
- Bibliothèque nationale de France: cb166556614 (data)
- International Standard Name Identifier: 0000 0003 9009 6298
- Library of Congress Control Number: no2008107884
- MusicBrainz: 3684355e-5712-474e-9a1c-a71c1958e1af
- Nederlandse Thesaurus van Auteursnamen: 353042900
- Virtual International Authority File: 283679376
- WorldCat: E39PBJrWFrHKvpCx9TXH77yyBP